# Borgarnes
Borgarnes est une localité islandaise située au bord du Borgarfjörður en Islande. Elle comptait 3543 habitants lors du dernier recensement.
En prenant la route 1 pour y aller en utilisant le tunnel sous le Hvalfjörður, la ville est à environ 66 km au nord de Reykjavik et 25 km de Akranes. Juste en face de la ville, un pont traverse le Borgarfjörður. Le pont mesure 520 m et est le second plus grand pont dans le pays quant à sa longueur.

## Géographie
La ville se situe sur la partie Ouest de l'île entre mer et montagnes et s'étend sur 4926m2. Borgarnes fait partie de la région du Vesturland qui regroupe principalement les localités d'Akranes, Borgarnes, Hellissandur, Ólafsvík, Stykkishólmur, et de la municipalité de Borgarbyggð. Son code postal est le 310.

## Toponymie
Borgarbyggð a été retranscrit Borgarnes dans la majorité des langues.

## Histoire
L'histoire a laissé ses traces ici aussi. D'après des sagas - surtout le Egills Saga - le héros Egill Skallagrímsson aurait vécu sur la ferme Borg á Mýrum devant les portes de la ville. Le fameux sculpteur islandais Ásmundur Sveinsson lui a dédié une statue qui est placée devant la ferme qui existe encore.
Après que l'Islande ait gagné la liberté du monopole commerciale danois, et face à la demande d'un lieu commerciale dans la région de l'Ouest de l'île, Borgarnes devint un lieu de négociation en 1861. Une entreprise de négoce a ensuite été ouverte en 1977.

## Administration
La municipalité de Borgarnes est située à Borgarbraut 14.
Dans un souci d'échange socio-culturel avec une autre ville et un autre pays, Borgarnes est jumelé avec Ullensaker, une ville norvégienne.

## Démographie
Lors de son dernier recensement, la population de Borgarnes s'élevait à 3543 habitants (2011), sa densité est donc de 0,7 hab/km2.
En 2022, la population est de 3 868 habitants.

## Économie

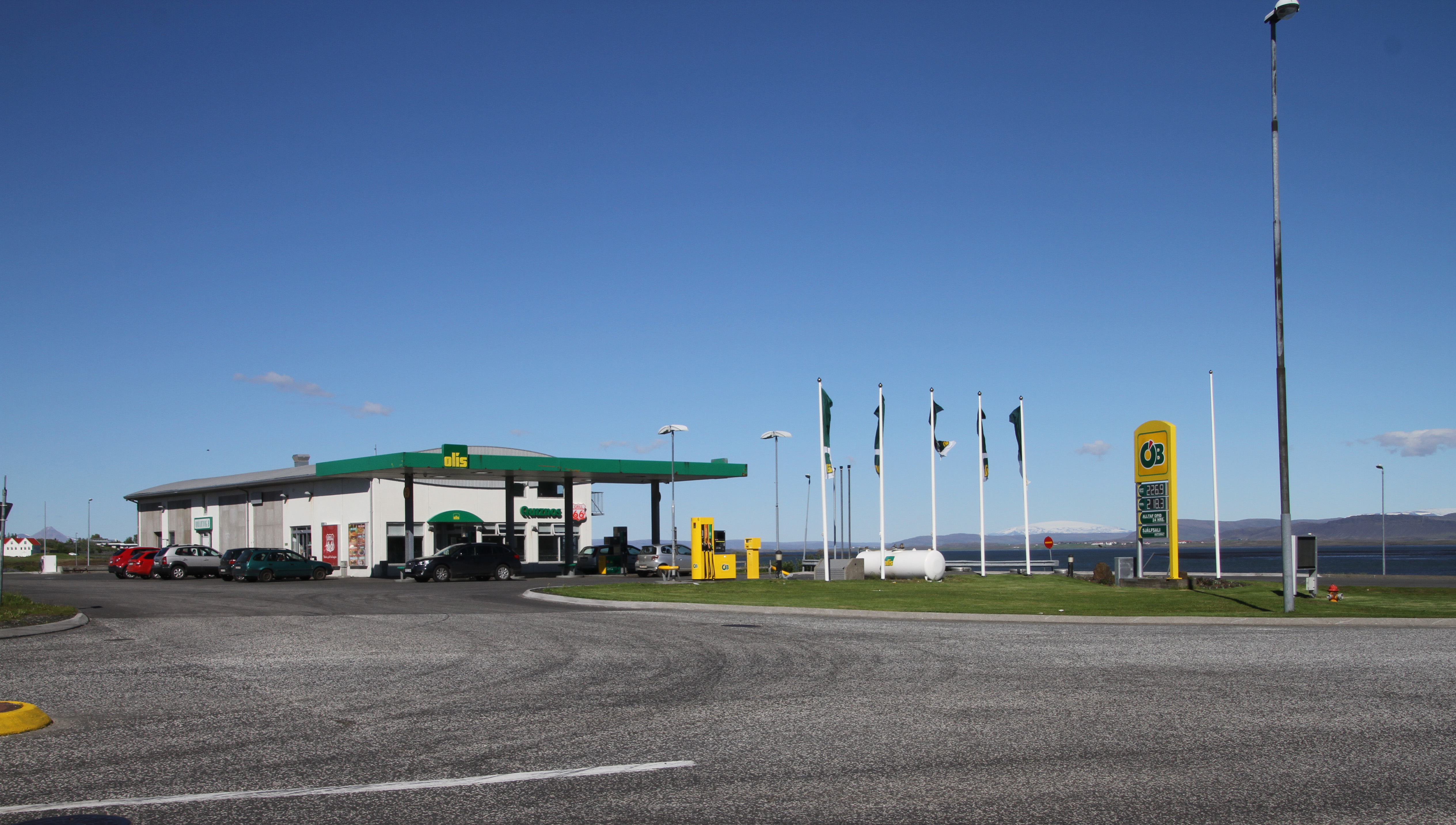
Station d'essence à Borgarnes.

La ville est un centre de commerce et de service pour la région. Plusieurs entreprises se trouvent dans cette ville. Nous pouvons trouver différents supermarchés mais aussi des banques, une entreprise sidérurgique, une entreprise de béton spécialisée dans les travaux de maisons, une société spécialisée dans la transformation du saumon, et divers commerces.
Malgré le fait que Borgarnes soit une ville côtière, c'est l'une des rares d'Islande à ne pas avoir besoin de la pêche pour survivre.

## Patrimoine naturel et architectural
Borgarnes abrite deux musées, le Musée de Borgarfjörður qui expose des photos et objets typiques de la région, et The Settlement Center, qui propose une découverte de l'histoire de l'Islande à travers des sculptures, photos, vidéos et cartes interactives.
De Borgarnes, on peut faire des excursions intéressantes, notamment sur la péninsule de Snæfellsnes avec le volcan Snæfellsjökull, dans la vallée de Reykholt avec ses sources chaudes et dans le nord au lac Hreðavatn avec les volcans Baula et Grábrók.

## Personnalités liées à la localité
Mr. Páll S. Brynjarsson a été le maire de Borgarnes pendant douze ans. Après avoir étudié dans les années 1990-1995 à l'Université d'Aarhus au Danemark les sciences politiques, il obtient son diplôme en Islande. Entre 1997 et les années 2000, il était directeur général du Conseil Nordique de l'Ouest (SSW), un forum parlementaire pour l'Islande, les îles Féroé et le Groenland.